# Pithecellobium dulce
Pithecellobium dulce är en ärtväxtart som först beskrevs av William Roxburgh, och fick sitt nu gällande namn av George Bentham. Pithecellobium dulce ingår i släktet Pithecellobium och familjen ärtväxter. Inga underarter finns listade i Catalogue of Life.

## Bildgalleri

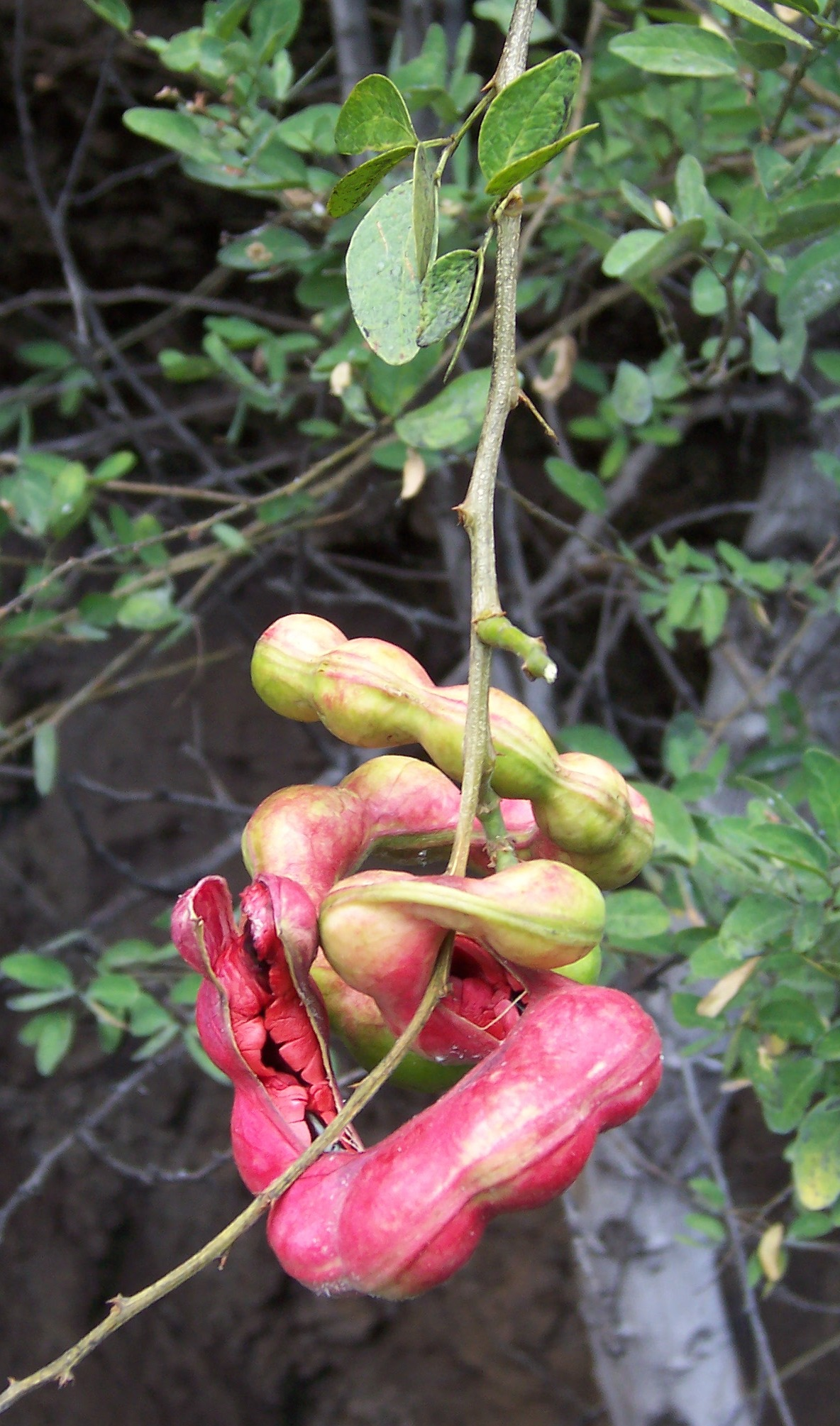
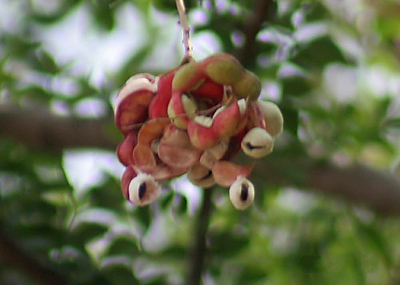
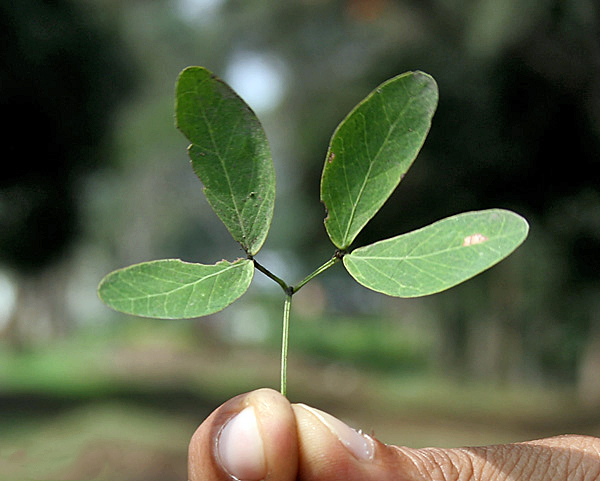
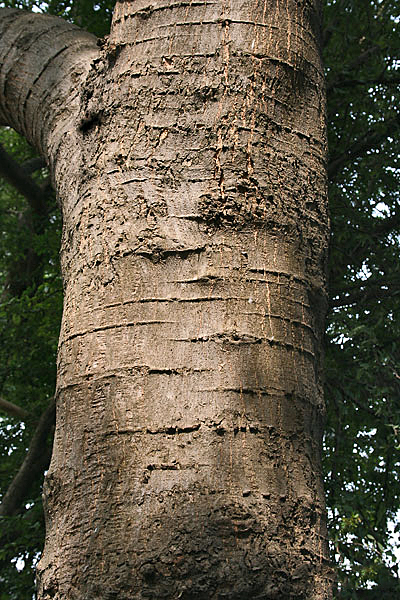
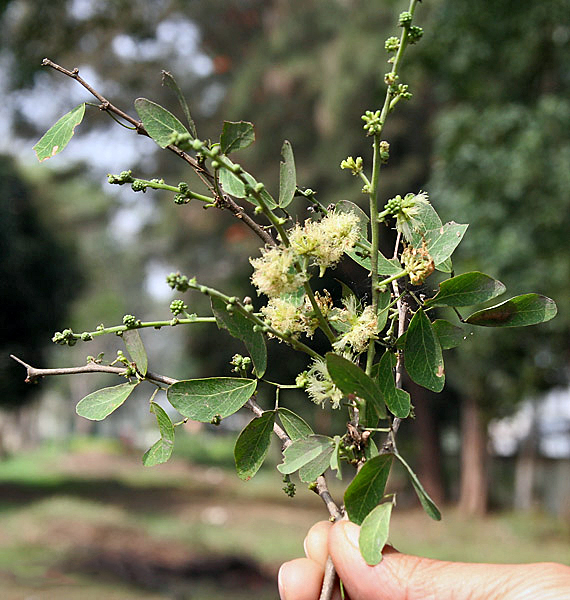
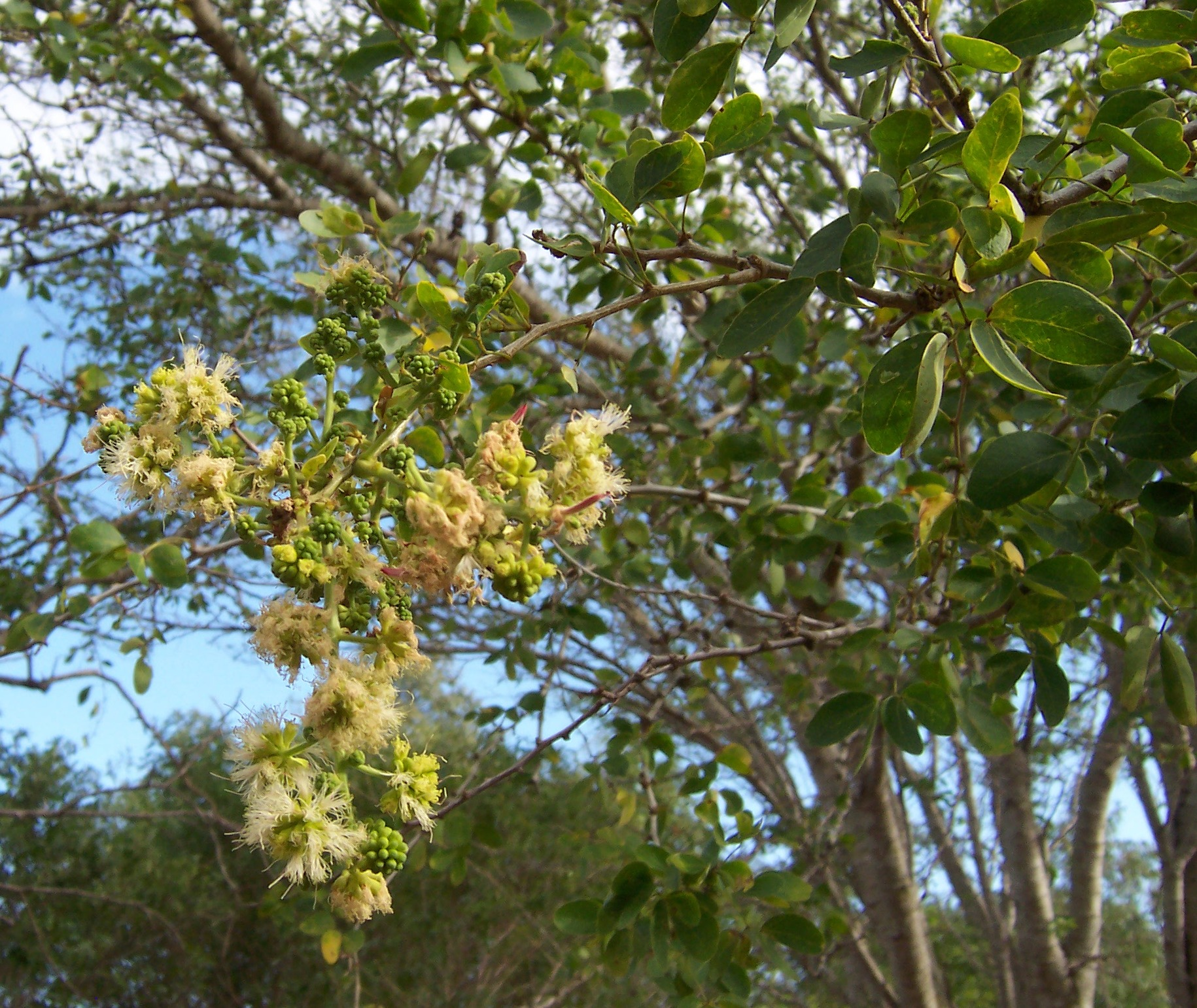